# Krysslista
Krysslista är inom fågelskådning en lista där man antecknar observationer av fåglar med fokus på antal arter. Uttrycket härstammar från att skådare markerade en för personen ny art med ett kryss i exempelvis en fågelbok vilket ledde till att man började tala om att kryssa. En krysslista kan vara ett förtryckt blad med de för landet, eller regionen vanligaste arterna. I Sverige omfattar en sådan lista cirka 300 arter. Men krysslistan kan vara en anteckningsbok, kalkylblad på datorn eller sammanställda fågelrapporter på nätforum, som artportalen. Man kan föra en mängd olika sorters krysslistor: livskryss, landskryss, landskapskryss, årskryss, månadskryss, tomtkryss etc. Det är bara fantasin och ambitionen som sätter gränserna. 
För att en art skall få räknas på krysslistan ska man själv kunna göra en säker artbestämning. Artbestämningen kan göras i efterhand, exempelvis efter litteraturstudier. Kan en säker artbestämning göras på lätet räcker det enligt svenska regler. I till exempel Storbritannien måste fågeln däremot alltid ses för att räknas vilket gör att en del arter som har distinkta läten men är skygga eller svårupptäckta blir mer utmanande att kryssa.
Ett så kallat ädelkryss innebär att man själv upptäckt och bestämt arten.